# Francis Vane
Francis Patrick Fletcher Vane (Dublino, 10 ottobre 1861 – Londra, 10 giugno 1934) è stato un militare inglese, V baronetto di Hutton.
A lui si deve la nascita del movimento scout in Italia, nel 1910.

## Biografia
Nasce da madre irlandese e da padre britannico. Entrato nell'esercito quale ufficiale di carriera, Vane proveniva da una famiglia aristocratica. Massone con simpatie progressiste, repubblicane e socialiste. Il nome di famiglia viene scritto, a seconda delle fonti, come Vane, Vane-Fletcher, Fletcher-Vane.

## Carriera militare e attività politica
Ammesso al Military College di Oxford, venne in seguito assegnato alle Guardie Scozzesi. Promosso capitano, venne assegnato al 26º battaglione ciclisti del Middlesex. Allo scoppio della guerra anglo-boera nel 1899 venne inviato in Sudafrica. Incaricato quale magistrato militare nel 1902, venne aspramente criticato per essere troppo "pro-Boeri". Vane si oppose ripetutamente ai metodi di guerra britannici. Dimessosi dall'esercito divenne corrispondente in Sud Africa per il Daily News e il Manchester Guardian. Nel 1906 si candidò col partito liberale, ma non ebbe successo. Appoggiò inoltre come attivista il movimento delle suffragette e il movimento pacifista. Allo scoppio della prima guerra mondiale Vane riprese servizio col grado di maggiore, e destinato in Irlanda. Allo scoppio dell'insurrezione di Pasqua del 1916 presidiava con circa 300 uomini i Portobello Barracks a Dublino. In questo frangente si batté per far incriminare e condannare il capitano Bowen-Colthurst, suo sottoposto, per gli atti criminali da lui ordinati in assenza di Vane a danno di cittadini irlandesi (ad esempio venne proditoriamente passato per le armi lo scrittore Skeeny Skeffington), ma non ottenne dalla corte marziale niente più di una dichiarazione di infermità mentale, che pure portò Bowen-Colthurst al manicomio criminale. Il suo impegno a favore della verità venne ripagato con fastidio e malumore, fino a farlo congedare forzatamente dall'esercito. Nel 1910 Francis Vane si stabilì in Italia, dove collaborò alla nascita del movimento scout locale. Nel 1927 lasciò per sempre l'Italia in seguito alla svolta autoritaria del governo fascista e alla conseguente soppressione degli scout.

## Vane e lo scautismo
Vane conobbe nel giugno del 1909 Robert Baden-Powell, il fondatore dello scautismo, e ne sposò entusiasticamente la causa divenendo presto commissario del distretto di Londra. Baden-Powell cercava una figura come quella di Vane per contrastare le accuse di bellicismo rivolte al movimento in quegli anni. La fiducia di Baden-Powell per Vane aumentò quando seppe che entrambi avevano studiato a Charterhouse.
Ben presto, però, Vane entrò in contrasto con gli altri dirigenti dell'organizzazione, e nel novembre fu obbligato a dimettersi. Entrò allora nei British Boy Scouts (BBS), un'associazione nata nel maggio 1909 quando un gruppo di Battersea si era staccato dall'associazione di Baden-Powell per formarne una nuova. Vane ne divenne presto presidente, portando con sé molti gruppi londinesi.
Nel febbraio dell'anno successivo i BBS si allearono con un'altra formazione giovanile, i Boys Life Brigade. Queste due formazioni diedero vita ai National peace Scouts.
Nel frattempo Vane si trasferì in Italia, ed il 12 luglio 1910, presso Bagni di Lucca, diede vita al primo reparto di esploratori italiani assieme all'insegnante Remo Molinari. Il baronetto Vane risiedeva nella cittadina termale italiana e, conosciuto casualmente il maestro Molinari, gli illustrò le potenzialità dello scautismo, applicate agli scolari. Molinari restò affascinato dalla proposta, e il 26 giugno decisero di costituire insieme un reparto di esploratori. Anche in Italia il movimento esplose e si costituì la prima associazione a carattere nazionale, i REI, Ragazzi Esploratori Italiani. Quest'ultima organizzazione al suo nascere era collegata con i British Boy Scouts.
L'11 novembre del 1911 Vane tiene a battesimo  The Order of World Scouts (di cui è proclamato Grand Scoutmaster) per unificare idealmente tutti i capi e i dirigenti scout legati ai BBS nel mondo, sia nell'impero britannico che in altri paesi, tra cui appunto l'Italia con i REI Già nel 1912, a corto di risorse finanziarie, il movimento parallelo di Vane si trova in crisi. L'associazione di Baden-Powell rifiutò ai gruppi dei BBS l'affiliazione, proponendo invece che si ricostituissero direttamente all'interno dell'associazione scout locale.

## Attività letteraria
Durante la sua vita Francis Vane scrisse parecchi libri, alcuni dei quali molto controversi a causa delle sue posizioni nettamente contro corrente.
- The War and One Year After (1903): pubblicazione critica sui mezzi utilizzati dalla Gran Bretagna nella guerra con i Boeri;
- Pax Britannica (1904-05): seguito del precedente pamphlet;
- Walks and Peoples in Tuscany (1908);
- The Other Illusions (1914) pubblicazione a sfondo pacifista;
- Principles of Military Art (1916-17);
- The Easter Rising  (1917) libro sull'insurrezione irlandese, pesantemente censurato;
- Agin The Governments - Memories and Adventures of Sir Francis Fletcher Vane (1930) autobiografico.